# 日向新富駅
日向新富駅（ひゅうがしんとみえき）は、宮崎県児湯郡新富町大字三納代にある、九州旅客鉄道（JR九州）日豊本線の駅である。1996年までは、国鉄大分鉄道管理局および九州旅客鉄道大分支社管轄エリアの南端の駅だった。

## 歴史
- 1920年（大正9年）9月11日：三納代駅（みなしろえき）として鉄道省が開設[1][3]。
- 1947年（昭和22年） - 駅舎改築[4]。
- 1961年（昭和36年）3月20日：日向新富駅（ひゅうがしんとみえき）に駅名改称[1]。（当時すでに深名線に新富駅が開業していたため旧国名の日向を冠している）
- 1982年（昭和57年）3月14日：貨物取扱廃止[3]。
- 1984年（昭和59年）
  - 2月1日：荷物扱い廃止[3]。
  - 11月1日：駅員無配置駅となる[5]（簡易委託駅化）。
- 1987年（昭和62年）4月1日：国鉄分割民営化により、JR九州の駅となる[3]。
- 1992年（平成4年）3月31日：駅舎改築[1][4][6]。
- 1996年（平成8年）6月1日：宮崎総合鉄道事業部発足により、大分支社から鹿児島支社に移管。
- 2022年（令和4年）4月1日：宮崎支社の発足により、鹿児島支社から同支社へ移管[7]。
- 2025年（令和7年）度：ICカード「SUGOCA」が利用可能となる予定[8]。

## 駅構造
1線スルー構造の島式ホーム1面2線を有する地上駅。駅舎とホームは跨線橋で連絡している。駅舎は宮崎県産のヒノキなどを使用して建設された木造平屋建て。
新富町が受託し、新富町シルバー人材センターに再委託する簡易委託駅である。

### のりば
| のりば | 路線      | 方向 | 行先     | 備考   |
| ------ | --------- | ---- | -------- | ------ |
| 1      | ■日豊本線 | 上り | 延岡方面 | 待避線 |
| 2      | ■日豊本線 | 下り | 宮崎方面 | 本線   |

## 利用状況
2020年（令和2年）度の1日平均乗車人員は256人である。
近年の1日平均乗車人員の推移は以下の通り。
| 年度   | 1日平均 乗車人員 |
| ------ | ---------------- |
| 1996年 | 318              |
| 1997年 | 300              |
| 1998年 | 296              |
| 1999年 | 300              |
| 2000年 | 314              |
| 2001年 | 296              |
| 2002年 | 289              |
| 2003年 | 286              |
| 2004年 | 306              |
| 2005年 | 300              |
| 2006年 | 296              |
| 2007年 | 303              |
| 2008年 | 294              |
| 2009年 | 280              |
| 2010年 | 272              |
| 2011年 | 252              |
| 2012年 | 288              |
| 2013年 | 295              |
| 2014年 | 288              |
| 2015年 | 287              |
| 2016年 | 非公表           |
| 2017年 | 非公表           |
| 2018年 | 非公表           |
| 2019年 | 非公表           |
| 2020年 | 256              |
| 2021年 | 非公表           |
| 2022年 | 非公表           |
| 2023年 | 非公表           |

## 駅周辺
- 新富町役場
- 新富郵便局
- 航空自衛隊新田原基地
- いちご宮崎新富サッカー場
- 高鍋信用金庫新富支店
- 国道10号

### バス路線
駅前に「日向新富駅」バス停がある。
- 宮崎交通
  - 佐土原駅前 → 神宮駅前 → 宮交シティ
  - 今別府 → 高鍋駅 → 高鍋バスセンター → 木城温泉館湯らら
  - 新富町役場前 → 新田中村 → 西都バスセンター
- 新富町コミュニティバス「ルピナス号」 - 全線が発着

なお、宮崎交通バスは駅前から約300メートルの宮崎県道306号今別府八幡線上にある「三納代」バス停のほうが停車本数や行先が多い。

## 隣の駅
九州旅客鉄道（JR九州）
■日豊本線
高鍋駅 - 日向新富駅 - 佐土原駅